# Inermocoelotes microlepidus
Inermocoelotes microlepidus es una especie de araña araneomorfa del género Inermocoelotes, familia Agelenidae. Fue descrita científicamente por de Blauwe en 1973.
Se distribuye por Italia, Albania, Macedonia y Bulgaria. El cuerpo del macho mide aproximadamente 8,64 milímetros de longitud y el de la hembra 11,5 milímetros.